# ریوتا ساساکی
ریوتا ساساکی (انگلیسی: Ryuta Sasaki؛ زادهٔ ۷ فوریهٔ ۱۹۸۸) بازیکن فوتبال اهل ژاپن است.
از باشگاه‌هایی که در آن بازی کرده‌است می‌توان به باشگاه ورزشی توچیگی، باشگاه فوتبال کاشیما آنتلرز، و باشگاه فوتبال آلبیرکس نیگاتا اشاره کرد.